# Bosnyák tér

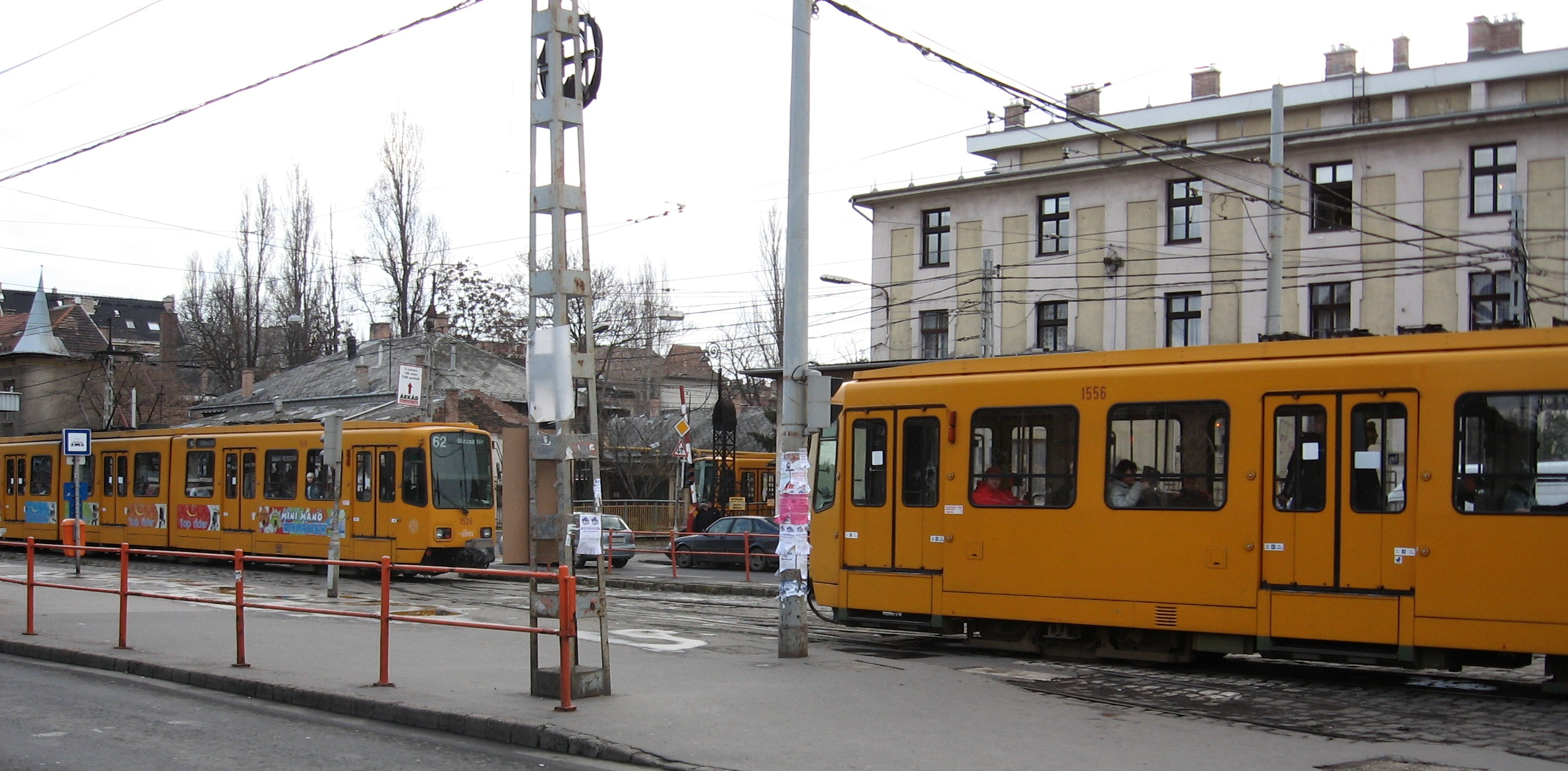
Tramvaje na náměstí Bosnyák tér

Bosnyák tér je náměstí v Budapešti, v XIV. obvodu, tedy severovýchodním směrem od centra města. Jedná se o významnou dopravní křižovatku v dané oblasti, procházejí tudy tramvajové tratě a zajíždějí sem i autobusové spoje. Kříží se tu ulice Nagy Lajos király út. a Csömöri út. Dominantou celého prostranství je kromě výškové budovy Geodézie také i kostel Antonína z Padovy.
Náměstí očekává do budoucnosti velká změna, neboť se zde má začít stavět stanice metra – součást II. úseku linky M4 budapešťského metra a zároveň její (dočasná) konečná stanice. Dojde k rekonstrukci a úpravě celého prostranství.